# Martin O’Malley
Martin Joseph O’Malley, född 18 januari 1963 i Washington, D.C., är en amerikansk demokratisk politiker. Han var Marylands guvernör 2007–2015.
O’Malley är katolik av irländsk härkomst. Han avlade 1985 sin grundexamen vid Catholic University of America i Washington, D.C. och 1988 juristexamen vid University of Maryland School of Law i  Baltimore. Han gifte sig med Catherine Curran 1990. Paret har fyra barn: Grace, Tara, William och Jack.
Han var borgmästare i Baltimore 1999–2007. I 2006 års guvernörsval besegrade han den sittande guvernören Bob Ehrlich. Fyra år senare vann han mot Ehrlich på nytt.
2015 meddelade O'Malley att han kandiderar för president till valet 2016. Han avslutade sin kampanj 1 februari 2016 till följd av lågt stöd från väljarna.